# Никола Делииванов
Никола Тенов Делииванов (среща се и като Никола Иванов) е български възрожденски общественик и просветен деятел от Кукуш, лекар. Сподвижник на Константин Миладинов, Райко Жинзифов и Петко Каравелов.

## Биография
Роден е в българския южномакедонски град Кукуш, който тогава е в Османската империя (днес Килкис, Гърция), във видния род Делииванови.
Димитър Миладинов, по време на учителстването си в Кукуш (1857 - 1859), се стреми да изпрати колкото може повече младежи да учат в Русия; използва се и посещението в Кукуш, в края на 1858 - началото на 1859 година, на двама руски представители: Александър Рачински и Егор Южаков. Д. Миладинов вече е изпратил брат си Константин в Русия, а в края на 1858 година изпраща там Райко Жинзифов, тогава учител в Кукуш, Константин Наков Станишев и Никола Тенов Делииванов от Кукуш, както и младежи от други български градове.
Никола Делииванов учи в Москва, Русия. Там участва в създадената в 1859 година от Константин Миладинов Българска дружина „Братски труд“, заедно с Петко Каравелов и Нешо Бончев. Издават българското литературно-обществено списание „Братски труд“, излязло в четири броя от 1860 до 1862 година в Москва. В списанието пишат Любен Каравелов, Васил Попович, Марин Дринов, Нешо Бончев, Райко Жинзифов, Константин Миладинов. 
Завършва медицина и остава на руска служба. Много по-късно посещава родния си град и тогава „кукушани, включително и турците, масово се консултираха за здравословното си състояние при учения доктор, дошъл от Московията“. Кузман Шапкарев отбелязва накратко, че Никола Делииванов е починал в Русия.